# Adiós Miguel
Adiós Miguel é um álbum de compilação da boy band porto-riquenha Menudo, lançado pela gravadora Padosa, em 1983. O trabalho incluiu canções que tem como principal vocalista o ex-integrante Miguel Cancel. Dentro da discografia do grupo era comum que cada canção tivesse um integrante como a voz principal, enquanto outras eram cantadas pelo grupo inteiro.

## Contexto e seleção de canções
Miguel Cancel entrou no grupo em 1981, época em que o grupo lançou o álbum Fuego, a formação dessa época incluía: os irmãos Oscar e Ricky Meléndez, René Farrait, Johnny Lozada e Xavier Serbiá. Miguel substituiu Oscar, que atingiu o limite de idade, 15 anos. Durante sua carreira como parte do quinteto, ele gravou os álbuns de estúdio: Quiero ser (1981), Por amor (1982), Una aventura llamada Menudo (1982), e Xanadu (1981), que traz canções de sucesso do grupo regravadas pelos membros vigentes da época e algumas inéditas.
A lista de faixas de Adiós Miguel traz sucessos, incluindo hits como "Rock en la TV", "A volar", "Quiero Rock" e três músicas originais que não foram lançadas em nenhum outro álbum. O título do álbum reflete a saída voluntária de Miguel, que deixou o grupo antes do tempo estipulado. Não há uma formação fixa do grupo neste álbum, mas ele apresenta todos os membros que fizeram parte da "era de ouro" do Menudo, de 1981 a 1983.
Miguel Cancel é o único membro do Menudo a ter um álbum de despedida dedicado a ele, embora também tenham sido lançados álbuns em homenagem a Fernando Sallaberry e aos seus colegas de banda Xavier Serbia, Johnny Lozada e Ray Reyes.

## Desempenho comercial
Comercialmente, o álbum teve boa repercussão nos Estados Unidos, onde apareceu na parada musical da revista Billboard dedicada a álbuns de música latina.
A gravadora Padosa lançou estrategicamente o álbum, aproveitando a ampla cobertura da mídia em torno da saída de Miguel. Nesse contexto, lançou outros três álbuns do Menudo no mesmo período, em 1983. Juntos, os quatro álbuns alcançaram um marco impressionante, vendendo 750.000 cópias em apenas três dias.

## Lista de faixas
- Créditos adaptados do LP Adiós Miguel, de 1983.[7]

| N.º | Título                 | Compositor(es)                 | Duração |  |
| 1.  | "La flor de la canela" | Chabuca granda                 | 2:35    |  |
| 2.  | "Cuando pasará"        | J. Seijas, L. G. Escolar       | 3:47    |  |
| 3.  | "Quiero Rock"          | J. Seijas, C. Villa, A. Monroy | 2:34    |  |
| 4.  | "Me voy a enamoriscar" | Juan Pardo                     | 3:06    |  |
| 5.  | "No me olvides"        | Marilyn Pagan                  | 3:27    |  |
| 6.  | "Tu te imaginas"       | A. Monroy, C. Villa, E. Díaz   | 3:14    |  |
| 7.  | "Cielito lindo"        | D. R.                          | 2:18    |  |
| 8.  | "Bailemos en el mar"   | C. Villa, E. Díaz              | 3:13    |  |
| 9.  | "Rock en la T.V."      | C. Villa, E. Díaz              | 3:12    |  |
| 10. | "Xanadu"               | Jeff Lynne                     | 3:22    |  |
| 11. | "Es por amor"          | J. Seijas, C. Villa, E. Guerin | 3:44    |  |
| 12. | "A volar"              | A. Monroy, C. Villa, E. Díaz   | 4:13    |  |

## Tabelas

### Tabelas semanais
| Tabela musical (1983)                                     | Melhor posição |
| --------------------------------------------------------- | -------------- |
| Estados Unidos (Billboard Top Latin Albums - Califórnia)  | 7              |
| Estados Unidos (Billboard Top Latin Albums - Nova Iorque) | 4              |